# Erik Bergström (militär)
Erik Walter Bergström, född den 5 april 1857 i Linköpings S:t Lars församling, Östergötlands län, död den 5 februari 1937 i Danderyds församling, Stockholms län (i Djursholm), var en svensk militär (generallöjtnant).

## Biografi
Bergström var son till hovrättsnotarie Svante Bergström och Anna Charlotta Juberg. Han avlade studentexamen 1877 och blev underlöjtnant vid Andra livgrenadjärregementet (I 5) 1878. Bergström tjänstgjorde vid Gotlands nationalbeväring (Gotlands infanteriregemente) 1879, blev löjtnant där 1884 och vid generalstaben 1886. Han blev kapten vid generalstaben 1891 och vid regementet 1896. Bergström blev major vid generalstaben 1898, stabschef vid III. arméfördelningen 1900–1902, överstelöjtnant vid Kalmar regemente (I 21) 1902 och blev överste och chef för Västgöta regemente (I 6) 1904. År 1912 blev han generalmajor och militärbefälhavare på Gotland och var chef för VI. arméfördelningen 1917–1919. Han utnämndes till generallöjtnant och var inspektör för infanteriet 1919–1922. Han avgick från beställning på stat 1922.
Bergström var 1888–1895 lärare vid Artilleri- och ingenjörhögskolan och 1898–1899 lärare vid Krigshögskolan. Bergström blev ledamot av andra klassen av Kungliga Krigsvetenskapsakademien 1900 och ledamot av första klassen 1912. Förutom uppsatser i krigsvetenskapliga tidskrifter författade han en av akademien prisbelönad avhandling om svenska kavalleriets användning och stridssätt (i 1885 års handlingar). I Vårt försvar utgav han De finkalibriga gevärens och det röksvaga krutets inflytande på taktiken (1895) samt publicerade Infanteriet och fältartilleriet (1907).
Erik Bergström är begraven på Gamla griftegården i Linköping.

## Utmärkelser
- Riddare av Svärdsorden, 1899.[10]
- Kommendör av andra klassen av Svärdsorden, 6 juni 1907.[11]
- Kommendör av första klassen av Svärdsorden, 6 juni 1912.[12]
- Kommendör med stora korset av Svärdsorden, 6 juni 1919.[13]